# Mykolajiw (Tscherwonohrad)
Mykolajiw (ukrainisch Миколаїв; russisch Николаев Nikolajew, polnisch Mikołajów) ist ein Dorf im Norden der ukrainischen Oblast Lwiw mit etwa 1200 Einwohnern (2006).
Mykolajiw liegt im Norden des Rajon Tscherwonohrad am Ufer der Sudyliwka (Судилівка), ein 27 km langer, linker Nebenfluss des Styr, 28 km nordöstlich vom ehemaligen Rajonzentrum Radechiw und 105 km nordöstlich der Oblasthauptstadt Lwiw.
Am 12. Juni 2020 wurde das Dorf ein Teil der neu gegründeten Siedlungsgemeinde Lopatyn im Rajon Tscherwonohrad, bis dahin war es das administrative Zentrum der gleichnamigen Landratsgemeinde im Rajon Radechiw, zu der noch die Dörfer Adamiwka (Адамівка ⊙) mit etwa 120 Einwohnern und Styrkiwzi (Стирківці ⊙) mit etwa 170 Einwohnern gehörten.

## Geschichte
Der Ort entstand vor dem Ende des 18. Jahrhunderts und lag zunächst in der Woiwodschaft Wolhynien als Teil der Adelsrepublik Polen. Von 1772 bis 1918 gehörte er unter seinem polnischen Namen Mikołajów zum österreichischen Galizien.
Nach dem Ende des Ersten Weltkriegs kam die Ortschaft zunächst zur Westukrainischen Volksrepublik und dann an Polen (in die Woiwodschaft Tarnopol, Powiat Radziechów, Gmina Szczurowice). Im Zweiten Weltkrieg wurde das Dorf ab September 1939 von der Sowjetunion und ab Sommer 1941 bis 1944 von Deutschland besetzt und in den Distrikt Galizien eingegliedert.
Nach dem Ende des Krieges wurde Mykolajiw der Sowjetunion zugeschlagen und kam dort zur Ukrainischen SSR. Nach dem Zerfall der Sowjetunion 1991 wurde das Dorf Bestandteil der unabhängigen Ukraine.